# Kikki Danielsson
Ann-Kristin Danielsson ps. Kikki (ur. 10 maja 1952 w Osby) – szwedzka piosenkarka pop, folk i country, była wokalistka grupy muzycznej Chips. Okazjonalnie gra na akordeonie i pisze teksty piosenek. Śpiewa po szwedzku i angielsku. W swych piosenkach używa techniki jodłowania.
Okres jej największej popularności przypadł na lata 1970 - 80. Dwukrotnie brała udział w Konkursie Eurowizji – w 1982 i 1985, w którym z piosenką Bra vibrationer zajęła trzecie miejsce. Była szerzej opisywana przez skandynawską prasę z powodu swych problemów z alkoholem.
28 listopada potwierdzono jej udział z utworem „Osby Tennessee” w szwedzkich eliminacjach eurowizyjnych Melodifestivalen 2018. 3 lutego 2018 wystąpiła w pierwszym półfinale selekcji i zajęła w nim ostatnie siódme miejsce.

## Dyskografia
- Rock'n Yodel (1979)
- Just Like a Woman (1981)
- Kikki (1982)
- Varför är kärleken röd? (1983)
- Singles Bar (1983)
- Midnight Sunshine (1984)
- Kikkis 15 bästa låtar (1984)
- Bra vibrationer (1985)
- Papaya Coconut (1986)
- Min barndoms jular (1987) (Christmas album)
- Canzone d'Amore (1989)
- På begäran (1990)
- Vägen hem till dej (1991)
- In Country (1992)
- Jag ska aldrig lämna dig (1993)
- På begäran 2 (1994)
- Långt bortom bergen (1997)
- I mitt hjärta (1999)
- 100% Kikki (2001)
- Fri - En samling (2001)
- Nu är det advent (2001) (Christmas album)
- I dag & i morgon (2006)
- Kikkis bästa (2008)
- Första dagen på resten av mitt liv (2011)
- Postcard from a Painted Lady (2015)
- Christmas Card from a Painted Lady (2016)
- Portrait of a Painted Lady (2017)